# Drilonereis planiceps
Drilonereis planiceps är en ringmaskart som först beskrevs av Grube 1878.  Drilonereis planiceps ingår i släktet Drilonereis och familjen Oenonidae. Inga underarter finns listade i Catalogue of Life.